# Hypoxanthine-guanine phosphoribosyltransférase
L'hypoxanthine-guanine phosphoribosyltransférase (HGPRT) est une glycosyltransférase qui catalyse la réaction :
IMP + pyrophosphate  {\displaystyle \rightleftharpoons }  hypoxanthine + 5-phospho-α-D-ribose-1-diphosphate.
Cette enzyme intervient dans la voie de sauvetage des purines. Elle est fonctionnellement apparentée à l'adénine phosphoribosyltransférase (APRT). Les mutations du gène HPRT qui rendent l'enzyme inefficace sont à l'origine du syndrome de Lesch-Nyhan.